# Flúor 18
El 18F es un radioisótopo de flúor que es una fuente importante de positrones. Tiene una masa de 18,0009380 (6) u y su periodo de semidesintegración es de 109,771 minutos. Se desintegra por emisión de positrones el 97% del tiempo y por captura electrónica el 3% del tiempo. Ambos modos de desintegración producen 18O estable.

## Síntesis
En la industria radiofarmacéutica, el 18F se fabrica utilizando un ciclotrón o acelerador de partículas lineales para bombardear un blanco, generalmente de 18O-agua pura o enriquecido con protones de alta energía (típicamente de unos 18 MeV). El flúor producido está en forma de una solución acuosa de fluoruro 18, que se utiliza en una rápida síntesis química del radiofármaco. La molécula farmacéutica orgánica 18O no se fabrica antes de la producción del producto radiofarmacéutico, ya que los protones de alta energía destruyen dichas moléculas. Los radiofármacos que utilizan flúor deben sintetizarse después de que se haya producido el 18F.

## Física
El 18F se sustituye a menudo por un grupo hidroxilo en una molécula madre de radiotrazador, debido a propiedades estéricas y electrostáticas similares. Sin embargo, esto puede ser problemático en ciertas aplicaciones debido a posibles cambios en la polaridad de la molécula.

## Aplicaciones
El 18F es un isótopo importante en la industria radiofarmacéutica, y se sintetiza principalmente en fluorodesoxiglucosa (FDG) para su uso en la tomografía por emisión de positrones (escáner PET). Se sustituye por un hidroxilo y se utiliza como un trazador en la exploración. Su importancia se debe tanto a su corto periodo de semidesintegración y como la emisión de positrones cuando se descompone.
La nueva química del dioxaborolano permite el etiquetado de los anticuerpos con fluoruro radioactivo (18F), que permite la tomografía por emisión de positrones (PET) del cáncer.